# Охирон
Охирон (греч. Οχυρόν — «укреплённое место» от др.-греч. ὀχυρός — укреплённый, крепкий; до 1927 года — Лисе или Лиссе) — деревня в Греции с расположенным рядом оборонительным фортом Лиссе. Деревня получила свое название от Форта Лиссе, как ранее называли деревню. 
Недалеко от деревни находится кладбище Драматической крепости (Κοιμητηριο οχυρου δραμας), а востоке при въезде со стороны Като-Неврокопион — ферма братьев Севастиди (ΣΕΒΑΣΤΙΔΗ ΑΦΟΙ Α.Ε.). Популярным место общественного питания считаются Таверны «Полис» (Ταβέρνα Η ΠΟΛΙΣ) и «Лисс» (Η Ταβέρνα Λις).
В деревне есть начальная школа, которая уже не функционирует. Имеется также Фольклорный и военный музей форта Лиссе, который был основан по частной инициативе жителей и ими же содержится.

## География
Находится в 2 км к югу от города Като-Неврокопион в центре долины Элеска у подножия холма Кожатепе. Расположен на высоте 550 метров над уровнем моря в регионе Восточная Македония и Фракия, примерно в 369 км к северу от Афин. Относится к общине Драма в периферийной единице Драма в периферии Восточная Македония и Фракия. Не далеко расположена карстовая воронка Элеските-Дупки.

## История
До 1923 годов территория деревни была заселена турками и болгарами: на южной стороне находился турецкий квартал, а на северной — болгарский. После поражения Греции во Второй греко-турецкой войне 1919—1922 годов и заключения Лозаннского мирного договора произошел обмена населением. В результате уход турок и болгар привел в принудительному переселению в деревню греческого населения из Малой Азии и Фракии.

## Религия
На севере поселения была расположена церковь Святого Димитрия, которая до 1972 года была приходской церковью. При въезде в Охирон можно наблюдать иконостас Святого Константина, а в самом Охироне построены две часовни Святой Параскевы и Святой Феодоры. Также имеется Церковь Святого Георгия (Εκκλησάκι Αγίου Γεωργίου) и Церковь Святого Теодороса (Εκκλησάκι Άγιος Θεόδωρος). В центре расположена Церковь Святой Троицы (Ιερός Ναός Αγίας Τριάδος).

## Население
Численность населения по данным на 2021 год составляет 314 человек, по сравнению с 2011 годом — 514 человек.

## Сельское хозяйство
Основным занятием жителей до 1960-х годов было выращивание табака. Кукуруза, пшеница, фасоль, нут и картофель выращивались только для удовлетворения нужд семьи. Почти в каждой семье были свои теплицы для выращивания овощей и других культур. Меньшая часть жителей занимались животноводством, держали отары овец и коз. Однако, тяжёлая сельская жизнь вынудила многих мигрировать в крупные города Салоники и Афины, а в 1960-х годах эмиграция в Германию окончательно довершила запустение деревни. В 21-веке многое поменялось, для сбыта и развития деревни укоренились две основные культуры — картофель и кукуруза. Картофель поставляется на внутренний рынок, а кукуруза используется в качестве корма для производства молока. Искусственное озеро, созданное в Лефкогии и орошающее всю равнину Неврокопи, внесло значительный вклад в рост сельскохозяйственного производства и, как следствие, животноводства. В селе имеются организованные и неорганизованные животноводческие хозяйства, занимающиеся производством овечьего и коровьего молока. 

## Упоминание в культуре
Деревня Охирон упоминается в фантастических произведениях Ильи Головань.